# Lalita Yauhleuskaya
Lolita Vadimovna Cvetkova, coniugata Mil'šina e, successivamente, Evglevskaja, conosciuta anche con la traslitterazione anglosassone Lalita Yauhleuskaya (in russo Лолита Вадимовна Цветкова-Мильшина-Евглевская?, in bielorusso Лаліта Вадзімаўна Цвяткова-Мілшіна-Яўглеўская?, Lalita Vadzmaŭna Cvjatkova-Milšina-Jaŭhleŭskaja; Sokol, 31 dicembre 1963), è una tiratrice a segno bielorussa naturalizzata australiana.

## Palmarès

### Olimpiadi
- 1 medaglia[1]:
  - 1 bronzo (Sydney 2000 nella pistola 25 m)

### Giochi del Commonwealth
- 10 medaglie[2]:
  - 7 ori (Manchester 2002 nella pistola; Manchester 2002 nella pistola a coppia; Manchester 2002 nella pistola ad aria; Melbourne 2006 nella pistola 10 m; Melbourne 2006 nella pistola 10 m a coppia; Melbourne 2006 nella pistola 25 m; Melbourne 2006 nella pistola 25 m a coppia)
  - 1 argento (Doha 2010 nella pistola 25 m a coppia)
  - 2 bronzi (Manchester 2002 nella pistola ad aria a coppia; Glasgow 2014 nella pistola 25 m)